# 2-Nitropropan
2-Nitropropan ist eine organische chemische Verbindung, die zur Gruppe der aliphatischen Nitroverbindungen, den Nitroalkanen gehört.

## Vorkommen
2-Nitropropan entsteht bei der Verbrennung von Tabak und anderem nitratreichen organischen Material.

## Darstellung und Gewinnung
Die industrielle Herstellung von 2-Nitropropan erfolgt in einer Gasphasennitrierung von Propan mittels Salpetersäure, wobei das Verhältnis der entstehenden Nitroverbindungen Nitromethan, Nitroethan, 1-Nitropropan und 2-Nitropropan von der Temperatur abhängt. Andererseits kann es durch Reaktion von Distickstofftetroxid mit Propan in Anwesenheit eines Überschusses Sauerstoff synthetisiert werden.

## Eigenschaften

### Physikalische Eigenschaften
2-Nitropropan ist eine klare, ölige Flüssigkeit. Technisches Nitropropan kann eine leicht gelbe Färbung aufweisen. Die Verbindung siedet bei Normaldruck bei 120,25 °C. Die Dampfdruckfunktion ergibt sich nach Antoine entsprechend log10(P) = A−(B/(T+C)) (P in bar, T in K) mit A = 4,61144, B = 1664,036 und C = −32.155	im Temperaturbereich von 254,4 bis 393,5 K. Die Verdampfungsenthalpie beträgt bei 25 °C 41,4 kJ·mol−1, am Siedepunkt 36,8 kJ·mol−1. 2-Nitropropan ist wenig in Wasser löslich, aber mischbar mit vielen organischen Lösungsmitteln. Es ist selbst auch ein hervorragendes Lösungsmittel für viele organische Verbindungen. 2-Nitropropan ist mit Wasser nur begrenzt mischbar. Mit zunehmender Temperatur steigen die Löslichkeiten von 2-Nitropropan in Wasser und von Wasser in 2-Nitropropan nur in geringem Maße an.
| Löslichkeiten zwischen 2-Nitropropan und Wasser[6] |         |     |     |
| Temperatur                                         | °C      | 25  | 70  |
| 2-Nitropropan in Wasser                            | in Ma-% | 1,7 | 2,3 |
| Wasser in 2-Nitropropan                            | in Ma-% | 0,5 | 1,6 |
Mit einem Wassergehalt von 29,4 Ma% bildet die Verbindung ein bei 88,55 °C und Normaldruck siedendes Azeotrop.

### Chemische Eigenschaften
2-Nitropropan ist unter Normalbedingungen stabil, reagiert jedoch mit basischen Substanzen unter Deprotonierung am mittleren Kohlenstoffatom. Das dabei entstehende aci-Nitropropan-Anion kann beim Erhitzen oder Konzentrieren aus Lösungen heftig explodieren. Die Verbindung ist thermisch instabil. Eine DSC-Messung zeigt ab 180 °C eine stark exotherme Zersetzung mit einer Wärmetönung von −2100 J·g−1 bzw. −187,1 kJ·mol−1.

### Sicherheitstechnische Kenngrößen
Die Verbindung ist brennbar und bildet mit Luft explosive Gemische. Die Verbindung hat einen Flammpunkt bei 26 °C. Die untere Explosionsgrenze liegt bei 2,2 Vol.‑% (81 g/m3). Die Zündtemperatur beträgt 425 °C. Der Stoff fällt somit in die Temperaturklasse T2. Die elektrische Leitfähigkeit ist mit 5·10−5 S·m−1 bei 30 °C eher gering.

## Verwendung
Es wird eher selten als Lösungsmittel verwendet. Weiterhin findet es Anwendung als Treibstoffzusatz.

## Toxikologie
Der Hauptaufnahmeweg von 2-Nitropropan verläuft über den Atemtrakt. Akut muss mit Reizung der Augen, Schleimhäute und Atemwege gerechnet werden. Weiterhin können Störungen des Zentralnerven- und Gastrointestinalsystems, Blutschädigung sowie Leberschäden auftreten. Vergiftungssymptome sind Kopfschmerz, Schwindel, taumelnder Gang, Erbrechen und Bauchschmerzen.
2-Nitropropan ist im Tierversuch krebserregend.
Chronische Aufnahme ruft schwere Leberschäden hervor; ein nachgewiesener Fall führte nach 3 Wochen zum Tod eines Arbeiters.